# Euryanthe
Az Euryanthe Carl Maria von Weber egyik háromfelvonásos operája. A szövegkönyvet Wilhelmine Christine von Chézy írta a Histoire de Gérard de Nevers et de la belle et verteuse Euryanthe de Savoie (Gérard Nevers és a szép és erényes Euryanthe de Savoie története) című 13. századi francia legenda alapján, amely később Élisabeth de La Vergne Bibliothéque de Roman című gyűjteményéből vált szélesebb körben ismertté. Shakespeare ennek alapján írta Cymbeline című darabját, míg Boccaccio egy novellában dolgozta fel a történetet. Ősbemutatójára 1823. október 25-én került sor a bécsi Theater am Kärtnertorban. Magyarországon 1826-ban mutatták be a pesti Német Színházban.

## Szereplők
| Szereplő                       | Hangfekvés   |
| ------------------------------ | ------------ |
| VI. Lajos király               | basszus      |
| Adolar, Nevers grófja          | tenor        |
| Euryanthe de Savoie, a jegyese | szoprán      |
| Lysiart, Forest grófja         | bariton      |
| Eglantine de Puiset            | mezzoszoprán |
| Rudolf lovag                   | tenor        |
| Bertha, falusi lány            | szoprán      |

## Cselekménye
Helyszín: Franciaország
Idő: a 11. században

### Első felvonás
Első jelenet
Helyszín: Prémery, VI. Lajos vára
Lovagok és udvarhölgyek, a király kísérete ünnepli az angolokkal folytatott háborúskodás befejeződését. Egyedül az egyik legderekabb vitéz, a fiatal Adolar, Nevers grófja szomorkodik. Kedvese, a szép Euryanthe távol van tőle. Látva bánatát, a király vigasztalni próbálja: követeket küld a lányért, hogy idehozzák. Aztán arra kéri a grófot: énekeljen egy dalt kedvese erényeiről. Dala és a király vetélytársa iránti figyelmessége feldühíti az Euryanthéba szintén szerelmes és Adolar sikerére irigy másik lovagot, Lysiart-t. Hangosan becsmérelni kezdi a lány egekbe magasztalt hűségét, amire Adolar kardot ránt és párbajra szólítja fel a sértegetőt. A király közbelépése megakadályozza ugyan az összecsapást, de Lysiart nem nyugszik. Fogadást ajánl Adolarnak: ha sikerül elcsábítania kedvesét, a gróf egész vagyona az övé lesz. Adolar annyira bízik a lány kikezdhetetlen erényességében, hogy rááll a fogadásra.
Második jelenet
Helyszín: Nevers kastélyának kertje, a családi kripta bejárata előtt
Euryanthe gondolatai távol lévő kedvesénél járnak. Társaságában van a csak nemrég ide érkezett Eglantine de Puiset, a család egy oldalági rokona, aki titokban szintén szerelmes Adolarba. Gyűlöli a ház leendő úrnőjét szépségéért, boldogságáért, de legfőképpen kedveséért. Ebből azonban semmit sem árul el, a másik iránti, már-már túlzó figyelmességet erőltet magára. Észrevette, hogy Euryanthe hosszasan elidőzött a kripta egyik síremléke előtt. Tudakozódni kezd ennek okáról, mire Euryanthe, viselkedésétől megtévesztve, elárulja a féltve őrzött titkot: a sír Adolar korán meghalt húgát, Emmát rejti. Szerelmes lett egy lovagba és annak halála után maga is követte őt. Megmérgezte magát. Ám azóta sem találja nyugalmát. Szelleme megjelent a jegyesek előtt azon a napon, amikor Adolarnak harcba kellett vonulnia. Elárulta, csak akkor pihenhet meg örökre, ha a gyűrű, amelyből annak idején a mérget kiitta, s amelyet vele együtt a sírba temettek, egy ártatlan lényt, egy megsebzett, tiszta embert könnyekre fakaszt majd. A jegyespár megfogadta, hogy a titkot és e különös tartalmú üzenetet soha nem árulja el senkinek. Eglantine alig tudja türtőztetni örömét: a más által nem ismert szörnyű titok felhasználásával áll bosszút vetélytársnőjén és szerzi meg a maga számára Adolart. Váratlanul nagy mozgás támad a kapu előtt. Euryanthe dicséretétől hangos helybéliek kíséretében Lysiart lép a kertbe. Őt bízta meg a király, hogy Euryanthét Prémerybe kísérje. Már másnap reggel indulniuk is kell.

### Második felvonás
Első jelenet
Helyszín: Nevers várának kertje
Lysiart-t egyre jobban hatalmába keríti a visszautasított szerelme miatt támadt gyűlölködés, ami aludni sem hagyja. A kertbe megy, itt találkozik a kriptából Emma gyűrűjével visszatérő Eglantine-nal. A lány elárulja a titkot, s bosszúszomjukban szövetséget kötnek a jegyespár ellen.
Második jelenet
Helyszín: Prémery várának lovagterme
A király és Adolar hívei nagy szeretettel köszöntik Euryanthét. Amikor azonban a jegyespár összeölelkezik, előlép Lysiart és mindenki előtt kijelenti, megnyerte a fogadást: Euryanthe éjjel nekiadta magát, bizonyítékul pedig felmutatja az Eglantine-től átvett gyűrűt, a senki által sem ismert titok őrzőjét. Euryanthe a szörnyű vád hallatán térdre hull, az Istenhez fordul ártatlansága megerősítéséért. A fájdalomtól összetört Adolar megragadja jegyesét, akit vétkesnek tart, hogy maga hajtsa végre rajta az ítéletet, ami nem lehet más, csak a halál.

### Harmadik felvonás
Első jelenet
Helyszín: Kietlen sziklás táj Prémery közelében
Adolar, kezében kardjával komoran vezeti egykori jegyesét. Már elhatározta, maga is követi a halálba a lányt. Ilyen szégyennel nem tud tovább élni. Euryanthe könyörög, hogy hallgassa meg – a titkot elárulta ugyan Eglantine-nak, de soha nem vétkezett szerelmük ellen -, ám a lovag nem hisz szavainak. Magában tudja ugyanakkor, hogy soha nem tudna kardot emelni rá, hisz még mindig forrón szereti. Ekkor Euryanthe egy mérges kígyót fedez föl kedvese háta mögött. A földre veti magát, hogy őt érje a halálos marás, megmentve ezzel az imádott férfi életét. Adolar azonban az utolsó pillanatban észreveszi a kígyót és egyetlen csapással megöli. Megindítja kedvese áldozatkészsége és gyilkos dühe is megenyhül. Visszaadja Euryanthe szabadságát, de többé nem tekinti jegyesének magát. Magára hagyva a kétségbeesett lányt, távozik. Másnap hajnalban a király és vadásztársasága bukkan rá a fáradtságtól támolygó Euryanthéra. A király kijelenti, megbocsát a lánynak és parancsára a lovagok egy csoportja várába viszi.
Második jelenet
Helyszín: Prémery várának udvara
A vár udvarán kettős esküvőre, egy helybéli fiatal pár, Rudolf és Bertha, majd, őket követve, Lysiart és Eglantine nászára készülődnek. Az ünneplő parasztok között feltűnik Adolar, akit nagy tisztelettel köszöntenek, de ő elhárítja kedvességüket: egykor hitt a szerelemben és tisztességben, ám csalódnia kellett, neve azóta nem méltó az ilyen megbecsülésre. Bertha ekkor felfedi előtte a – környékbeliektől hallott – ármányt, amelynek csapdájába esett, keserűen hozzátéve, hogy a két bajkeverő – Adolar javai birtokában – az egész terület urává válik. A lovagban gyanú ébred, hátha cselszövés áldozata lett és bosszúra készülve várja a nászra készülők megjelenését. Ünnepélyes induló zenéjére vonul a pár az oltár felé. Eglantine hirtelen megtorpan, delíriumszerű vízió elevenedik meg szemei előtt: Emma szellemének felbukkanását látja, amint nyugalma árát, a könnyek megindulását kéri számon rajta. A tömegben megbújó Adolar most már mindent ért. Lysiart-ra támad, hogy megölje, az udvarra lépő király azonban megszakíttatja összecsapásukat. Beszámol az egybegyűlteknek, hogy a hegyek között rátaláltak a halálán lévő Euryanthéra és a várba hozták. A hír hallatán Eglantine diadalmasan kiált föl: szerelmes Adolarba és gyűlölte választottját. Csak azért szövetkezett Lysiart-ral – aki nem volt több számára eszköznél -, hogy vetélytársnőjét félreállítva, megszerezhesse magának álmai lovagját. Lysiart ekkor tőrt ránt és ledöfi a lányt. A király elfogatja a cselszövőt és azon nyomban halálra ítéli tettéért. A porig sújtott Adolar azonban eléje áll és kijelenti: egyedül ő a bűnös, amiért hagyta magát megtéveszteni és halálba kergetett egy ártatlan, hozzá mindvégig hű asszonyt. Alig fejezi be szavait, lovagok kíséretében Euryanthe jelenik meg. Nem halt meg, a gondos ápolásnak köszönhetően túlélte az őt ért sokkhatást. Adolar boldogan zárja karjaiba jegyesét, akinek meginduló könnyei láttán hirtelen megérti Emma egykori üzenetét: az igaztalanul vádolt, ezért megsebzett, mindvégig tiszta életű Euryanthe könnyei hozták meg számára is a hőn óhajtott végső nyugalmat. Nincs más hátra, minthogy ők ketten álljanak most már az oltár felé induló menet élére. A király, a lovagok, s a helybeliek együtt ünneplik az ártatlanság és az igazság győzedelmeskedését.

## Híres zeneművek
- Unter blüh'nden Mandelbäumen" – Adolar Euryanthét dicsőítő trubadúrdala (első felvonás)
- Wohlan! Du kennst mein herrlich Eigenthum – Lysiart áriája (első felvonás)
- Glöcklein im Thale! Rieseln im Bach – Euryanthe áriája (első felvonás)
- Unter ist mein Stern gegangen – Euryanthe és Eglantine kettőse (első felvonás)
- Er konnte mich um sie verschmäh'n! – Eglantine áriája (első felvonás)
- Jubeltöne, Heldensöhne – kórus (első felvonás)
- Wo berg' ich mich? – Lysiart áriája (második felvonás)
- Wehen mir Lüfter Ruh – Adolar áriája (második felvonás)
- Schirmender Engel Schar – Euryanthe áriája (második felvonás)
- Todesschauer durchrieseln mein Gebein! – Eglantine áriája (harmadik felvonás)
- Hin nimm die Seele mein! – Euryanthe és Adolar kettőse, az opera zárójelenete (harmadik felvonás)